# 薩爾特 (約旦)
薩爾特（阿拉伯语：السلط），又稱阿萨尔特，是约旦中西部的一个古老的农业城市和拜勒加省的行政中心。一條從安曼至耶路撒冷的公路途徑該地。薩爾特地處巴尔卡高地上，海拔约790-1100米。
2021年，薩爾特被列入联合国教科文组织世界遗产名录。

## 历史
这座城市最早在何时有人居住已不得而知，但据信它是在亚历山大大帝统治时期由马其顿军队建造。这座城市在東羅馬帝國时代被称为萨尔图斯（Saltus）。後來被蒙古人摧毁，然后在馬木留克蘇丹國的苏丹拜巴尔一世统治时期重建。19世纪末和20世纪初，薩爾特成為奥斯曼帝国的一個地區行政中心。